# Tokouna
Tokouna est une commune située dans le département de Diapangou de la province du Gourma dans la région de l'Est au Burkina Faso.

## Santé et éducation
Le centre de soins le plus proche de Tokouna est le centre de santé et de promotion sociale (CSPS) de Balga.